# Olympische Sommerspiele 1956/Teilnehmer (Birma)
| Gelbes Symbol für Goldmedaillen mit stilisierten Olympischen Ringen | Graues Symbol für Silbermedaillen mit stilisierten Olympischen Ringen | Braundes Symbol für Bronzemedaillen mit stilisierten Olympischen Ringen |
| ------------------------------------------------------------------- | --------------------------------------------------------------------- | ----------------------------------------------------------------------- |
| —                                                                   | —                                                                     | —                                                                       |

Birma nahm an den Olympischen Sommerspielen 1956 im australischen Melbourne mit einer Delegation von elf männlichen Sportlern an elf Wettkämpfen in vier Sportarten teil.
Es war die dritte Teilnahme Birmas an Olympischen Sommerspielen.
Jüngster Athlet war der Boxer Yaishwe Best (17 Jahre und 141 Tage), ältester Athlet war der Segler Gyi Khin Pe (40 Jahre und 141 Tage).

## Teilnehmer nach Sportarten

### Boxen
- Yaishwe Best
  - Fliegengewicht

Rang neun
Runde eins: Freilos
Runde zwei: Niederlage gegen Johnny Caldwell aus Irland durch KO in der dritten Runde

- Thein Myint
  - Bantamgewicht

Rang neun
Runde eins: Freilos
Runde zwei: Niederlage gegen Éder Jofre aus Brasilien nach Punkten

- Terrence Oung
  - Halbweltergewicht

Rang 17
Runde eins: Niederlage gegen Constantin Dumitrescu aus Rumänien nach Punkten

- Yaichit Wang
  - Federgewicht

Rang neun
Runde eins: Freilos
Runde zwei: Niederlage gegen Shinichiro Suzuki aus Japan nach Punkten

### Gewichtheben
- Aw Chu Kee
  - Bantamgewicht

Finale: 275,0 kg, Rang elf
Militärpresse: 85,0 kg, Rang neun
Reißen: 80,0 kg, Rang 13
Stoßen: 110,0 kg, Rang 13

- Tun Maung Kywe
  - Federgewicht

Finale: 297,5 kg, Rang 14
Militärpresse: 90,0 kg, Rang 14
Reißen: 92,5 kg, Rang elf
Stoßen: 115,0 kg, Rang 13

- Nil Tun Maung
  - Leichtgewicht

Finale: 352,5 kg, Rang acht
Militärpresse: 110,0 kg, Rang fünf
Reißen: 105,0 kg, Rang sieben
Stoßen: 137,5 kg, Rang sechs

### Leichtathletik
- Myitung Naw
  - 10.000 Meter Lauf

Finale: Wettkampf nicht beendet (DNF)
  - Marathon

Finale: 2:49:32 Stunden, Rang 26

### Segeln
Sharpie
- Ergebnisse
Finale: 275 Punkte, Rang 13
Rennen eins: Rennen nicht beendet (DNF)
Rennen zwei: 101 Punkte, 4:01:52 Stunden, Rang 13
Rennen drei: 174 Punkte, 4:08:27 Stunden, Rang elf
Rennen vier: Rennen nicht beendet (DNF)
Rennen fünf: Rennen nicht beendet (DNF)
- Mannschaft
Gyi Khin Pe
Chow Park Wing

Einzel
- Lwin U Maung Maung
  - Finn-Dinghy

Finale: 1.007 Punkte, Rang 19
Rennen eins: 172 Punkte, 3:39:43 Stunden, Rang 17
Rennen zwei: 147 Punkte, 3:45:03 Stunden, Rang 18
Rennen drei: 172 Punkte, 3:53:23 Stunden, Rang 17
Rennen vier: 172 Punkte, 3:24:00 Stunden, Rang 17
Rennen fünf: 172 Punkte, 3:45:10 Stunden, Rang 17
Rennen sechs: 172 Punkte, 3:35:32 Stunden, Rang 17
Rennen sieben: 147 Punkte, 3:30:30 Stunden, Rang 18